# Tiata Scambray
Tiata Scambray (Torrance, 7 gennaio 1996) è una pallavolista statunitense, schiacciatrice del Neuchâtel.

## Biografia
Figlia di Lora Miller e Mark e Tracy Scambray, nasce a Torrance, in California. Suo padre giocava a calcio alla CSU, Fresno. Ha un fratello maggiore che sia chiama Shane, calciatore alla Sacred Heart.

## Carriera

### Club
La carriera di Tiata Scambray inizia a livello giovanile con la formazione del Tstreet; in seguito gioca anche nei torni scolastici della California con la Dana Hills HS. Dopo il diploma gioca a livello universitario con la Washington, partecipando alla NCAA Division I dal 2014 al 2017, disputando anche qualche gara nel ruolo di libero durante il suo senior year.
Nella stagione 2018-19 inizia la sua carriera professionistica, ingaggiata in Svizzera dal Neuchâtel, club impegnato in Lega Nazionale A col quale vince la Supercoppa svizzera, la coppa nazionale e lo scudetto; bissa il titolo in Supercoppa anche nella stagione successiva, aggiudicandosi inoltre il titolo di MVP della competizione.

### Nazionale
Fa parte della nazionale statunitense under 18 vincitrice della medaglia d'oro al campionato nordamericano 2012 e di quella d'argento al campionato mondiale 2013. Nel 2013, inoltre, viene convocata nella nazionale under 23 in occasione del campionato mondiale, chiudendo in quarta posizione.

## Palmarès

### Club
- Campionato svizzero: 1

2018-19
- Coppa di Svizzera: 1

2018-19
- Supercoppa svizzera: 2

2018, 2019

### Nazionale (competizioni minori)
- Campionato nordamericano under 18 2012
- Campionato mondiale under 18 2013

### Premi individuali
- 2019 - Supercoppa svizzera: MVP